# رودی یانگبلاد
رودی یانگبلاد (انگلیسی: Rudy Youngblood؛ زادهٔ ۲۱ سپتامبر ۱۹۸۲) هنرپیشه، موسیقی‌دان، رقصنده و هنرمند سرخ‌پوست اهل ایالات متحده آمریکا است. از کارهای وی می‌توان به بازی در نقش پنجهٔ جگوار (به انگلیسی: Jaguar Paw) در فیلم آپوکالیپتو اشاره کرد.